# Sarabit al-Khadim
Sérabit el-Khadim (en arabe : سرابت الخادم, Sarābiṭ al-Khādim,  « montagne du serviteur ») est une localité dans le sud-ouest de la péninsule du Sinaï où la pierre de turquoise était extraite massivement des gisements durant l'Antiquité, principalement par les anciens Égyptiens.

## Fouilles archéologiques

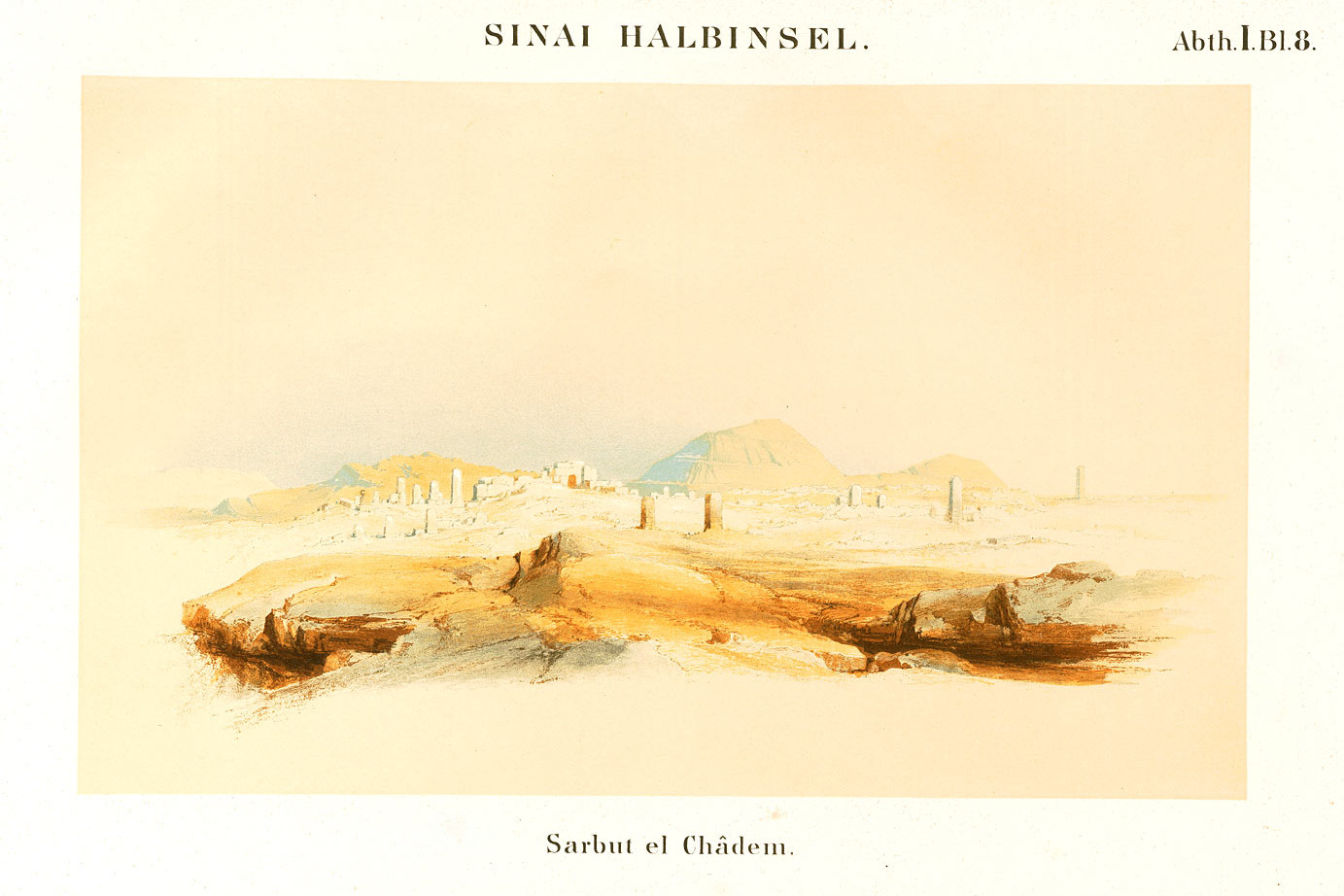
Illustration représentant le site, réalisée au XIXe siècle par l'expédition Prussienne

Des fouilles archéologiques, menées en 1905 par Sir Flinders Petrie (1853-1942), ont révélé des campements de mineurs ainsi qu'un temple de l'Hathor locale, la « Dame de la turquoise », déesse protectrice des régions désertiques. On se rend compte de la fréquentation du site au nombre important d’autels consacrés à Hathor, disséminés çà et là tout autour du temple.
On y a trouvé une statuette de pierre représentant un sphinx, portant une double inscription, hiéroglyphique et en alphabet linéaire. L'égyptologue britannique Alan Gardiner a montré qu'il s'agissait d'une dédicace « À Ba'alat, déesse de la turquoise ». Ba'alat est le féminin de Ba'al, un mot qui sera utilisé abondamment dans la Bible pour désigner les idoles et divinités païennes.

## Le temple d'Hathor

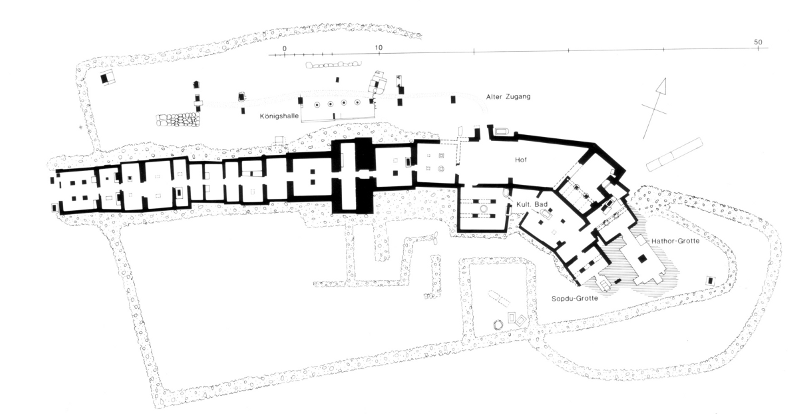
Plan du temple d'Hathor.

Sérabit el-Khadim est connu son sanctuaire minier, le plus important de toute l'Égypte pharaonique, construit sur un plateau rocheux dominant l'ensemble du site minier (808 mètre d'altitude).
Probablement construit sur un site cultique plus ancien, le temple semi-rupestre fut dédié premièrement dédié à la déesse Hathor, et secondairement au dieu Ptah,. La structure du temple fut ainsi conçue à partir de leurs spéos respectifs, creusés dans la montagne et consituant la partie la plus sacrée de l'édifice. Hathor était la déesse patronne des mineurs et Ptah le dieu qui accompagnait les expéditions partant de Memphis. À côté de ces deux divinités principales, on note la présence de plusieurs autres dieux égyptiens comme par exemple Soped et Thot.
Le sanctuaire fut construit au Moyen Empire et agrandi sous le Nouvel Empire, mais seulement dans l'axe consacré à Hathor, confirmant sa primauté. Le temple originel était orienté selon un axe sud-est/nord-ouest, mais à cause d'un manque de place, les rois du Nouvel Empire firent évoluer l'ensemble plus vers l'ouest, formant un coude dans la structure.

## Controverse du dieu secondaire
Il y eut longtemps un débat sur l'appartenance du spéos attenant à celui d'Hathor, mais depuis la fin des années 90, les études archéologiques de Charles Bonnet et Dominique Valbelle ont clairement déterminé et ils concluent : 

« (à propos du dieu Soped) Aucune de ces figurations (...) ne permettent de lui attribuer le spéos situé au sud de celui d'Hathor. »

— Charles Bonnet et Dominique Valbelle, Le Sanctuaire d'Hathor, Maîtresse de la Turquoise, Picard Editeur, Paris, 1996, p.36

« Dans la scène relative à Ptah, le roi est suivi de Soped et de Snéfrou (fig.53 a et b). ces derniers sont introduits par le souverain vivant et rendent hommage à Ptah. ... Ptah n'est donc pas seulement l'accompagnateur divin officiel des expéditions, accueilli par la maîtresse des lieux et logé auprès d'elle, ainsi que le reproduisent abondamment les reliefs des murs et stèles du temple; il est aussi l'un des acteurs principaux des rites monarchiques qui se déroulaient dans le sanctuaire d'Hathor. »

— Charles Bonnet et Dominique Valbelle, Le Sanctuaire d'Hathor, Maîtresse de la Turquoise, Picard Editeur, Paris, 1996, p.40

## Les inscriptions protosinaïtiques

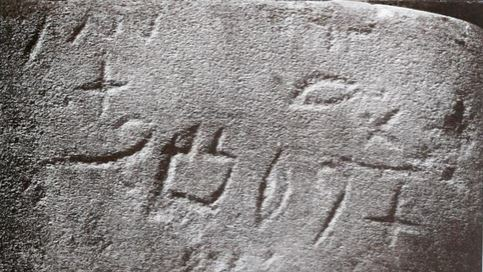
Inscription trouvée lors des recherches de Flinders Petrie dans le Sinaï.

À quelques kilomètres de Sarabit al-Khadim, dans la vallée Ouadi-el-Mukattab, de nombreuses parois rocheuses sont gravées d'une grande quantité de signes. Ils ont été photographiés pour la première fois par Francis Frith en 1857. Ces inscriptions sont parmi les premières traces de l'alphabet protosinaïtique, dont est dérivé l'alphabet phénicien.

Toutes ces inscriptions présentent un trait particulier : par principe acrophonique elles utilisent une dérivation de hiéroglyphes phonétiques égyptiens pour écrire une langue sémitique. Les auteurs de ces deux inscriptions ont utilisé des signes égyptiens en leur donnant pour valeur le premier son dans leur langage sémitique du mot désigné par le hiéroglyphe égyptien. 
| pr |

| pr |

 était utilisé pour transcrire le phonème /b/, initiale de *bēt. Ce nom est resté pour désigner la lettre elle-même dans l'alphabet hébraïque, et était si bien ancré qu'il a été transmis aux Grecs en même temps que l'alphabet (βῆτα bêta, avec un suffixe -a).
Ces inscriptions ont donc été écrites par des sémites qui travaillaient dans les mines égyptiennes du Sinaï. Il y a une trentaine d'inscriptions qui ont été photographiées.

## Galerie

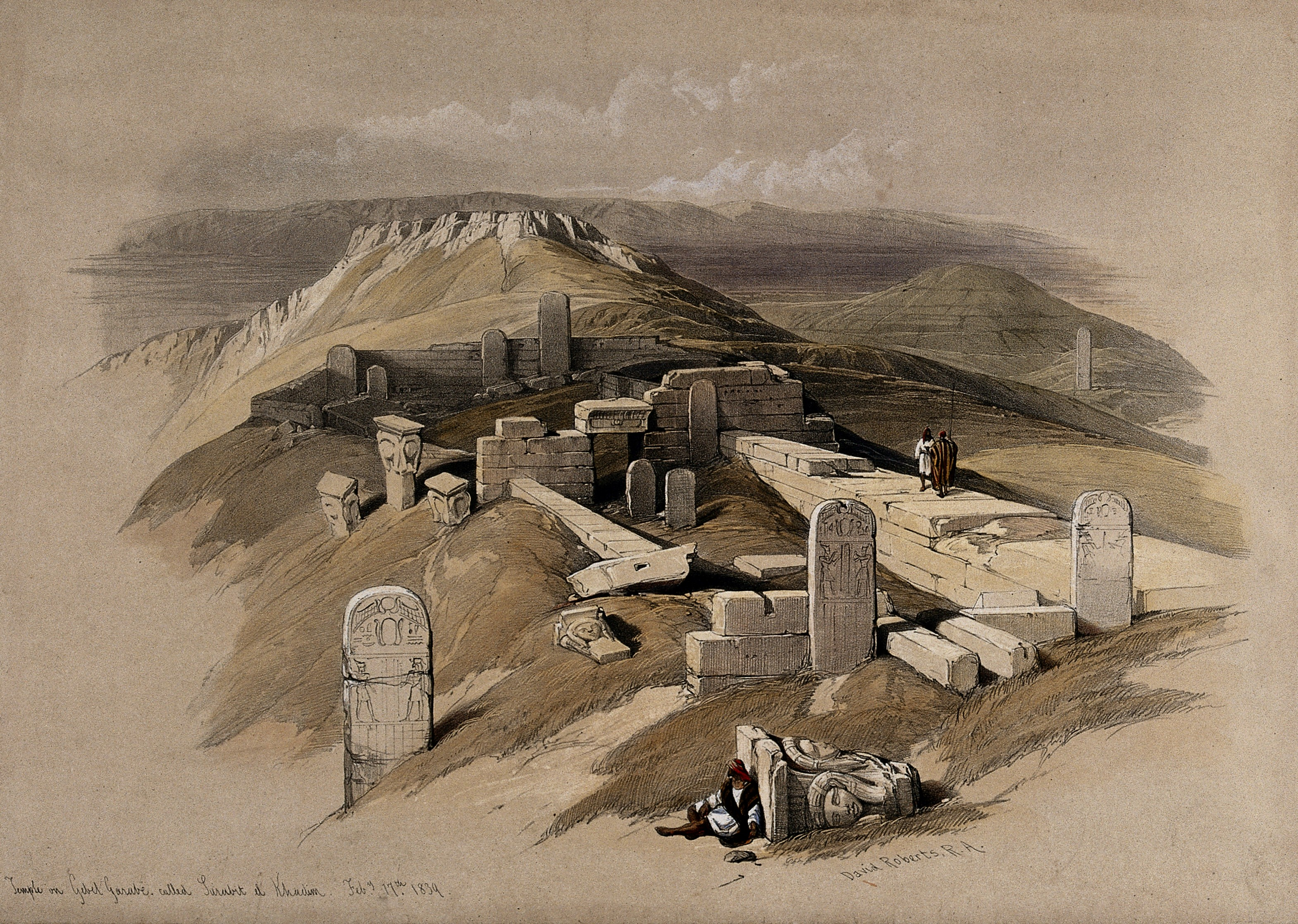
Lithographie du site par Louis Haghe et David Roberts, 1849.
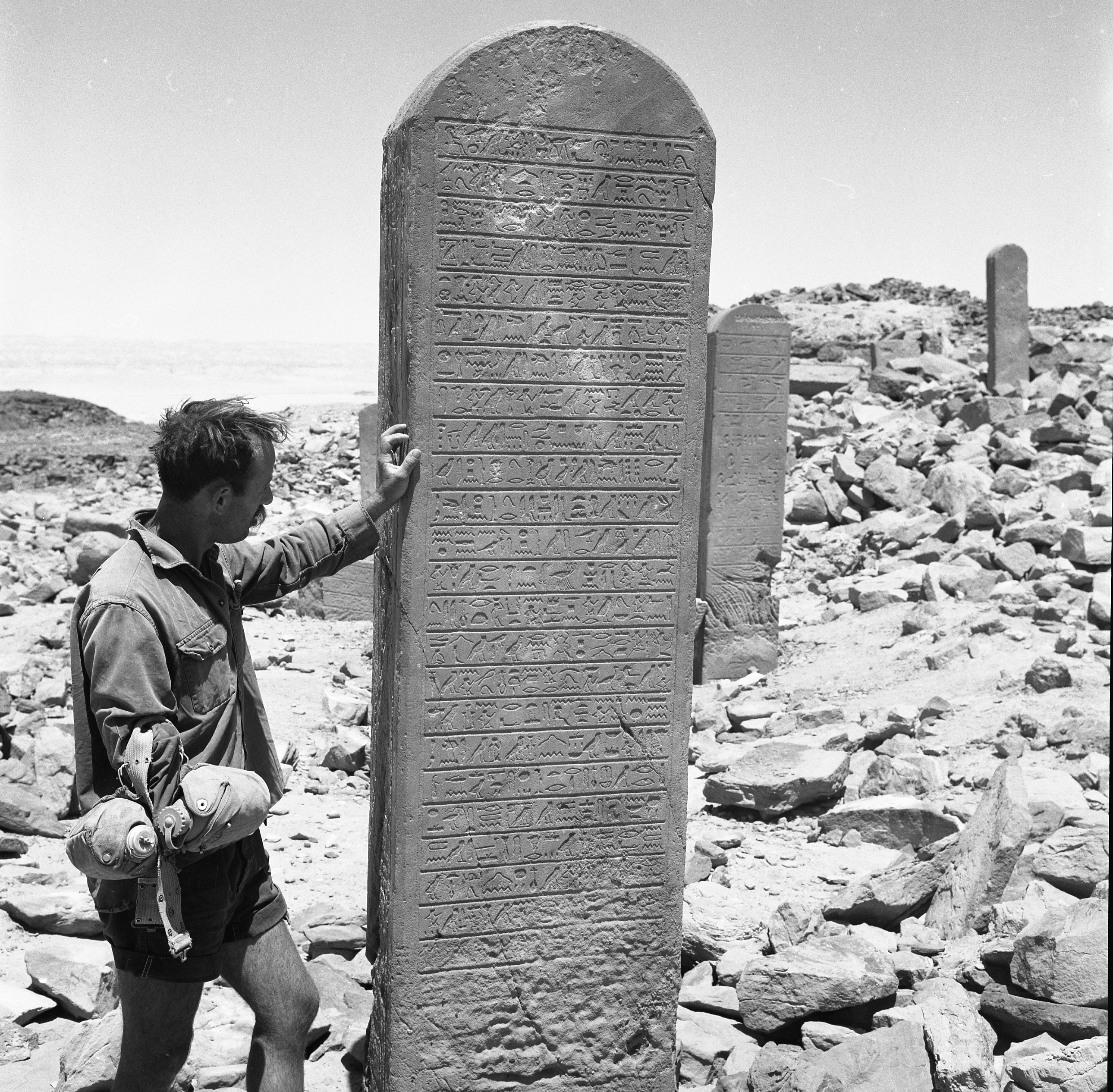
Stèle hiéroglyphique par Beno Rothenberg.
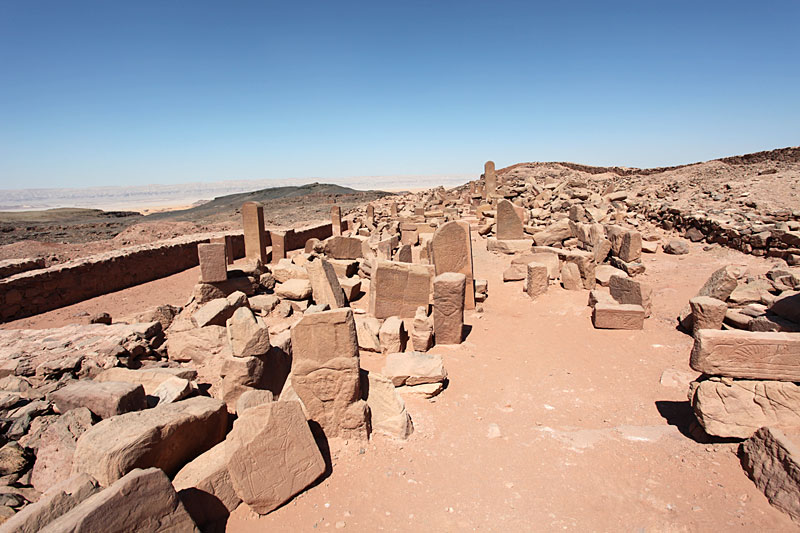
Vue générale de la partie sud du site.
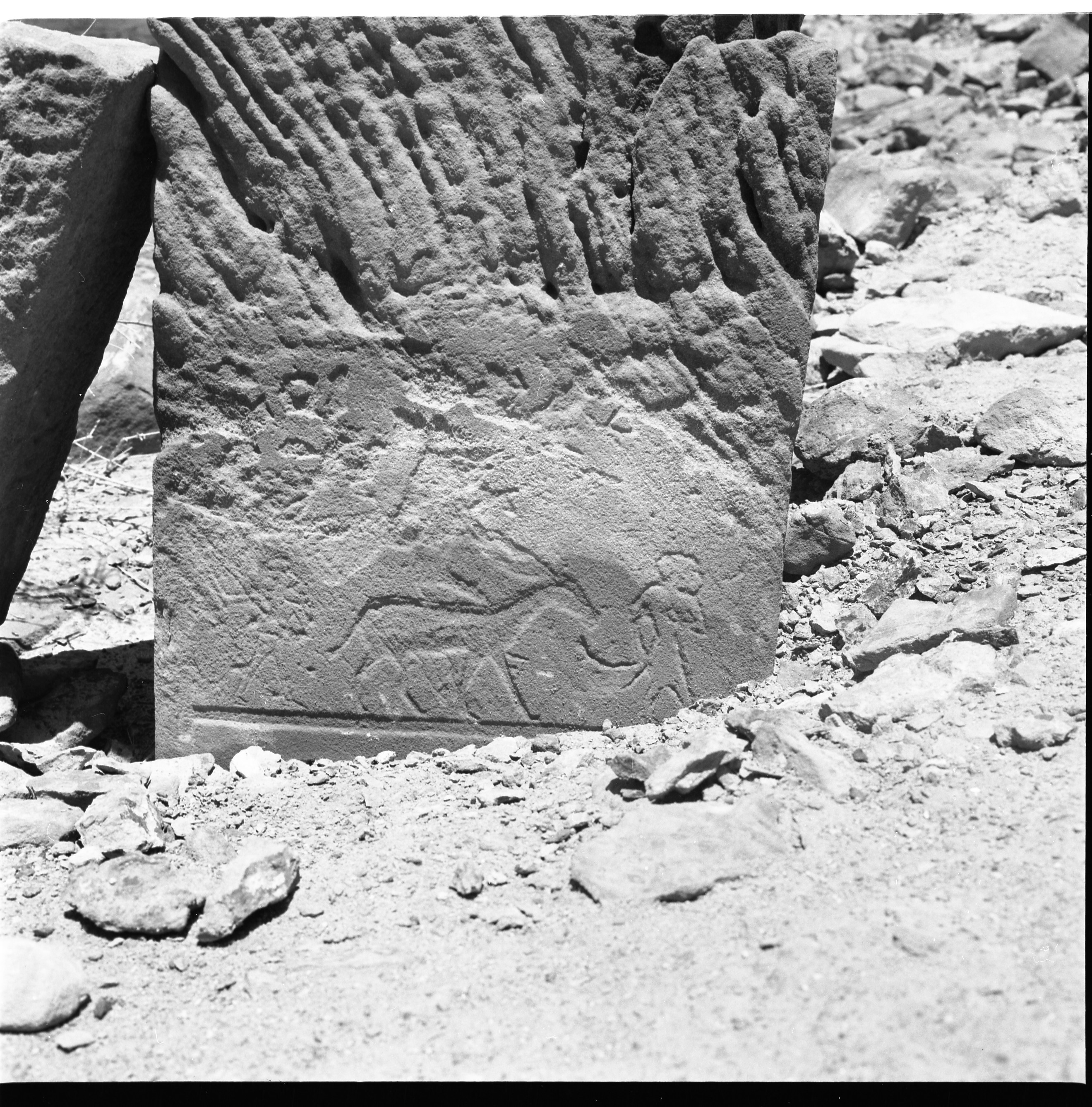
Bas relief du frère du prince du Rétjénou Khebded sur un âne.

### Inscriptions
- K. Lake, R. Blake, The Serabit Inscriptions: I. The Rediscovery of the Inscriptions, Harvard Theological Review, Vol. 21, no 1 (Jan. 1928), p. 1-8.
- R. Butin, The Serabit Inscriptions: II. The Decipherment and Significance of the Inscriptions, Harvard Theological Review, Vol. 21, no 1 (Jan. 1928), p. 9-67.
- R. Butin, The Protosinaitic Inscriptions, Harvard Theological Review, Vol. 25, no 2 (April 1932), p. 130-203.
- W.F. Albright, The Early Alphabetic Inscriptions from Sinai and Their Decipherment, Oakland, Bulletin of the American Schools of Oriental Research, 1948.
- (en) R. Giveon, The Stones of Sinai speak, Tokyo, 1978 ;